# Gold in New Frisco
Gold in New Frisco ist ein deutscher Abenteuerfilm mit vielen Westernelementen aus dem Jahr 1939. Regie führte Paul Verhoeven, in den Hauptrollen spielten Hans Söhnker, Alexander Golling und Otto Wernicke.

## Handlung
In der kleinen Stadt New Frisco im kanadischen Alberta kommt ein Fremder namens Norton an, quartiert sich im teuersten Hotelzimmer ein und macht der Verkäuferin Doris den Hof. Ohne den Einwohnern Näheres zu verraten, macht er sich an einem Stück Land außerhalb der Stadt zu schaffen, was ein enormes Interesse an seiner Person weckt. Auch Inspektor de Lacy beschäftigt sich sehr mit Norton, obwohl keine Hinweise auf ein Vergehen vorliegen.
Manche Bürger belauschen Norton und kommen zum Schluss, dass auf der Parzelle Gold zu finden ist. Sie wollen sie ihm abkaufen, doch er verlangt einen horrenden Preis. Nachdem Norton die Gerüchte um Goldfunde weiter angeheizt hat, bietet ihm der Bankier der Stadt, Pepper, 80.000 Dollar für das Grundstück. Norton geht darauf ein und besteht auf einer Barauszahlung der Summe. Tatsächlich ist das Stück Land kaum etwas wert und das Gold existiert nur in der Phantasie Peppers und der Leute. Gleich darauf macht Norton einige Bürger darauf aufmerksam, dass sich Pepper mit dem Geld der Einleger verspekuliert habe. Es kommt zum Sturm auf die Bank, Pepper kann seinen Kunden das Geld nicht auszahlen und sein Ruf ist hin. Kurz bevor die Menge Pepper hängen will, legt Norton seine wahre Identität offen: Er ist der Sohn eines einstigen Sägereibesitzers, den Pepper geschäftlich ruiniert hat. Nortons Vorgehen diente der Rache, die er erreicht hat. Von Doris lässt er sich überreden, in der Stadt zu bleiben.

## Produktionsnotizen
Der Film wurde vom 22. Mai bis Anfang Juli 1939 im Bavaria-Atelier München-Geiselgasteig gedreht. Die Außenaufnahmen entstanden im Lechtal bei Reutte. Die Uraufführung erfolgte am 3. Oktober 1939 in Frankfurt am Main. Am 20. Oktober 1939 folgte die Aufführung im Atrium Berlin.

## Kritiken
Diskutiert wird der Film vor allem in Hinblick auf die hintergründig enthaltene nationalsozialistische Ideologie. So nannte ihn der film-dienst 1952 mittelmäßig, eine „Fabel vergeltender Gerechtigkeit“, bei der die wütende Volksmasse einen „Aussauger“ lynchen will. Die Macher hätten berechnend zur „Vermummung“ die Botschaft „auf amerikanisch“ gesagt, damit sie leichter ankomme. Das Bundesarchiv der Friedrich-Wilhelm-Murnau-Stiftung schrieb anlässlich einer Vorführung 2011, der Film garantiere „Amüsement und Spannung“, verdeckt werde aber „verlockt und manipuliert“.